# Hilari de Carcassona
Hilari de Carcassona (Hylarius, Hilaris, Yllarius) fou el primer bisbe de Carcassona, a mitjan segle vi. Hi va morir martiritzat abans de 589. El proper Monestir de Sant Hilari, tot i que no està documentat fins al 825, i potser fundat al segle viii, es deia que havia estat fundat pel sant. Inicialment dedicat a sant Serni de Tolosa, va ésser dedicat també al sant bisbe, probablement quan se n'hi traslladaren les relíquies en 970, en època de l'abat Benet. Fou venerat com a sant ja al segle vi, quan apareix qualificat de sanctus. La seva memòria es commemora el 3 de juny.